# فرضیه‌ی مکش - هم چسبی

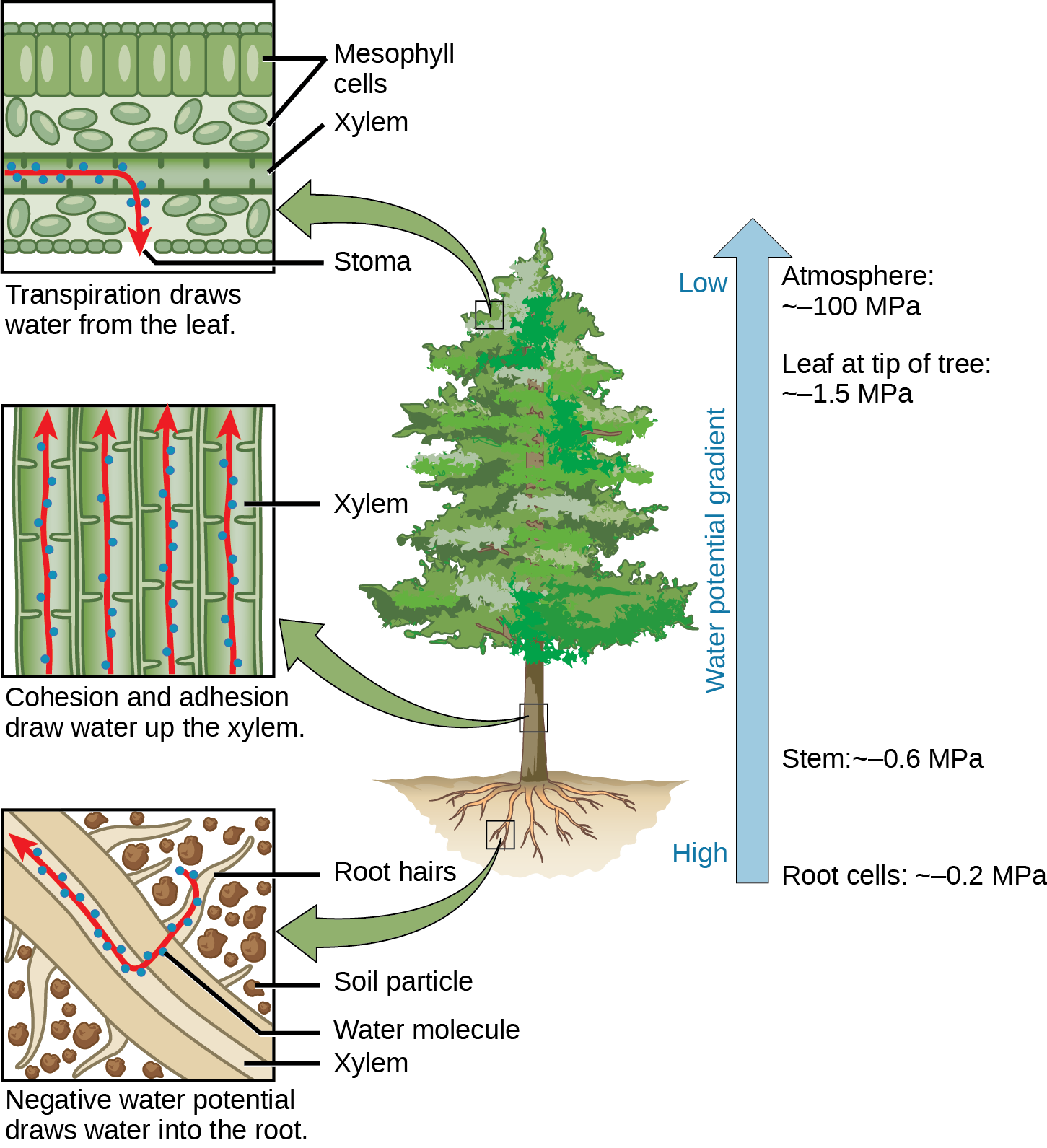
صعود آب در آوند چوبی

فرضیه هم چسبی - کشش (به انگلیسی: Adhesion - suction) را ادوارد استراسبرگر در سال ۱۸۹۱ بیان کرد، اگر ساقهٔ علفی را از یک انتها وارد سولفات مس یا اسید کنیم و ساقه را در زیر سطح این مایعات برش بزنیم ساقهٔ این سموم را بالا می‌کشد. با بالا رفتن محلول‌های سمی، همهٔ سلولهای زندهٔ موجود در مسیر سم کشته می‌شوند و در نهایت به برگ‌های تعرق کننده می‌رسند و سلول‌های برگ را نیز می‌کشند. با این، وجود همان‌طور که استراسبرگر نیز اشاره می‌کند، فرایند جذب محلول‌های سمی و از دست رفتن آب از برگ‌های مرده ممکن است هفته‌ها ادامه یابد.
چند سال پس از اکتشافات استراسبرگر، در سال ۱۸۹۴، جان جولی و هنری دیکسون فرضیهٔ دیگری دربارهٔ بالا رفتن شیرهٔ خام ارائه کردند. بر اساس فرضیه آنها که هم چسبی - کشش نام دارد، تعرق نیروی مکشی را برای صعود شیرهٔ خام فراهم می‌کند و هم چسبی مولکول‌های آب این مکش را در تمام طول آوند چوبی از شاخه تا ریشه منتقل می‌کنند؛ بنابراین، به‌طور معمول شیرهٔ خام تحت فشار منفی یا مکش قرار دارد. از آنجایی که تعرق یک فرایند ایجاد کنندهٔ کشش است، بررسی صعود شیرهٔ خام از طریق مکانیسم هم چسبی - مکش با برگ‌ها آغاز می‌شود نه با ریشه‌ها، برگ‌ها مکانی هستند که نیروی مکشی تعرق آغاز می‌شود.